# Dominik Kraihamer
Dominik Kraihamer, född 29 november 1989 i Oberndorf bei Salzburg, är en österrikisk racerförare.